# Oecetis pangana
Oecetis pangana är en nattsländeart som beskrevs av Navás 1930. Oecetis pangana ingår i släktet Oecetis och familjen långhornssländor. Inga underarter finns listade i Catalogue of Life.